# Датун (Тайбей)
Район Датун (кит.: 大同區) — район в столиці та місті центрального підпорядкування Республіки Китай Тайбеї.

## Географія
Площа району Датун на 10 вересня 2017 становила близько 5,6815 км².

## Населення
Населення району Датун на 15 серпня 2006 становило близько 127 022 осіб. Густота населення становила 22 357,1 осіб/км².